# Pendoworejo
Pendoworejo is een bestuurslaag in het regentschap Kulon Progo van de provincie Jogjakarta, Indonesië. Pendoworejo telt 4949 inwoners (volkstelling 2010).